# Shimazaki Kyohei
Shimazaki Kyohei (島崎 恭平 Shimazaki Kyohei, sinh ngày 4 tháng 9 năm 1991 ở Tama, Tokyo) là một cầu thủ bóng đá người Nhật Bản thi đấu cho Tokyo Musashino City FC.

## Thống kê câu lạc bộ
Cập nhật đến ngày 31 tháng 1 năm 2018.
| Thành tích câu lạc bộ | Thành tích câu lạc bộ | Thành tích câu lạc bộ | Giải vô địch | Giải vô địch | Cúp                   | Cúp                   | Tổng cộng | Tổng cộng |
| Mùa giải              | Câu lạc bộ            | Giải vô địch          | Số trận      | Bàn thắng    | Số trận               | Bàn thắng             | Số trận   | Bàn thắng |
| Nhật Bản              | Nhật Bản              | Nhật Bản              | Giải vô địch | Giải vô địch | Cúp Hoàng đế Nhật Bản | Cúp Hoàng đế Nhật Bản | Tổng cộng | Tổng cộng |
| --------------------- | --------------------- | --------------------- | ------------ | ------------ | --------------------- | --------------------- | --------- | --------- |
| 2014                  | Machida Zelvia        | J3 League             | 1            | 0            | –                     | –                     | 1         | 0         |
| 2015                  | Machida Zelvia        | J3 League             | 0            | 0            | 0                     | 0                     | 0         | 0         |
| 2016                  | Machida Zelvia        | J2 League             | 0            | 0            | 0                     | 0                     | 0         | 0         |
| 2017                  | FC Kariya             | JRL (Tōkai, Div. 1)   | 12           | 0            | 0                     | 0                     | 12        | 0         |
| Tổng cộng sự nghiệp   | Tổng cộng sự nghiệp   | Tổng cộng sự nghiệp   | 13           | 0            | 0                     | 0                     | 13        | 0         |